# 土岐医師会准看護学校

土岐医師会准看護学校（ときいしかいじゅんかんごがっこう）は、岐阜県土岐市にある准看護師学校。

## 概要
- 社団法人土岐医師会（土岐市・瑞浪市を管轄）が運営する各種学校である。
- 校舎はセラトピア土岐に隣接する。

## 学科
- 准看護科（2年課程卒業により准看護師試験の受験資格が与えられる）

## 沿革
- 1967年（昭和42年）4月 - 土岐郡医師会により、土岐医師会准看護婦学校として開校する。土岐市土岐津町土岐口の土岐市所有の建物を譲り受け、校舎とする。
- 1972年（昭和47年）12月 - 土岐郡医師会が土岐医師会に改称する。
- 1974年（昭和49年）4月 - 現在地に新校舎が完成し、移転する。
- 2002年（平成14年）4月1日 - 土岐医師会准看護学校に改称する。

## 交通アクセス
- 中央本線「土岐市駅」下車、徒歩約5分。